# Pollenia haeretica
Pollenia haeretica är en tvåvingeart som beskrevs av Seguy 1928. Pollenia haeretica ingår i släktet vindsflugor, och familjen spyflugor. Inga underarter finns listade i Catalogue of Life.